# Roxy (biograf, Stockholm)

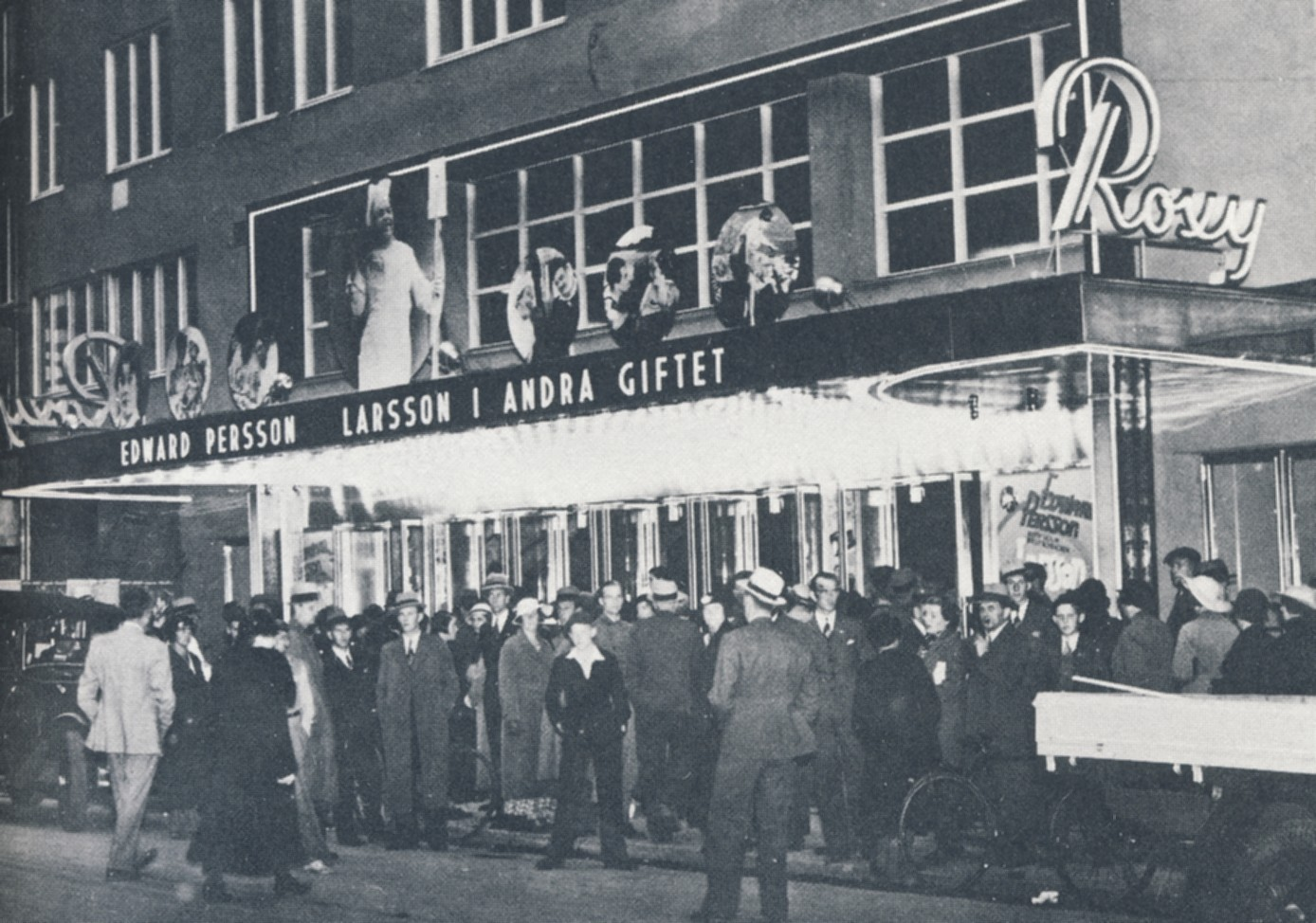
"Roxy" vid invigningen 1935 med den svenska långfilmen "Larsson i andra giftet".

Roxy var en biograf vid Sankt Eriksgatan 54-56 på Kungsholmen i Stockholm. Den hette senare även Alfa Romeo och Kamraspalatset.

## Historik

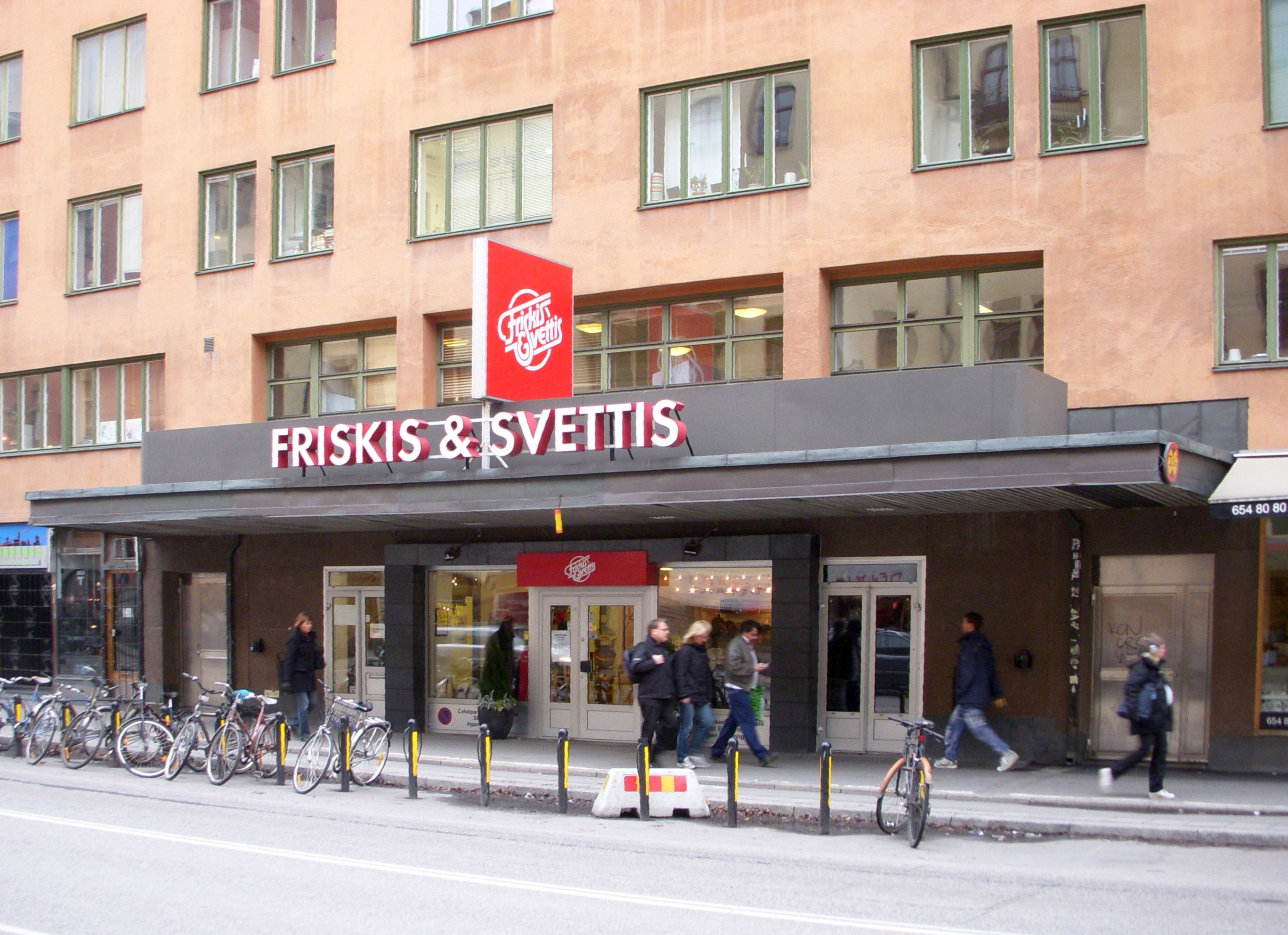
Före detta biografen "Roxys" entré, 2009

Biografen Roxy byggdes i en nyuppförd fastighet, granne med Sportpalatset och biografen Rivoli, nära S:t Eriksbron. Byggmästare var John A. Bergendahl, tidigare själv stor biografägare och som arkitekt anlitades Gunnar Morssing tidigare verksam på Höög & Morssing. 
Biografen invigdes 30 augusti 1935 med filmen Larsson i andra giftet med Edvard Persson i huvudrollen.  Roxy var då Sandrews största och elegantaste filmpalats och premiärbiograf. Entréns baldakin sköt långt ut över trottoaren, på undersidan lyste ett hundratal lampor och biografnamnet stod skriven med neontext på baldakinens kortsidor.  Entréhallen var klädd i kolmårdsmarmor  och salongens väggar i vinröd sammetsplysch. Belysningen bestod av glaskronor levererade av Orrefors glasbruk. Roxy hade till en början plats för 940 besökare (inklusive balkong) senare ökades antalet platser till 954.
År 1961 byggdes Roxy om och platsantalet sänktes till 658 då balkongen togs bort. I stället byggdes parkettens golv om till en brant läktare. Maskinrummet byggdes om för att även kunna visa 70 mm film varvid filmduken breddades till 14 meter . Sandrew sommarstängde biografen i maj 1971, utan avsikt att öppna igen. Biografen öppnades i stället i privat regi av Isabella Kamras med nya namnet Alfa Romeo, sponsrad av biltillverkaren. Öppningsfilmen var premiären på De gröna baskrarna 20 oktober 1971. Såväl premiärkväll som efterkommande vecka uppmärksammades stort i media då svenska FNL-anhängare samlades utanför biografen varje kväll för att under våldsamma protester göra allt för att sabotera och stoppa filmvisningarna. År 1973 gick sponsoravtalet med Alfa Romeo ut, och namnet ändrades till Kamraspalatset. I maj 1981 upphörde biografverksamheten, men lokalen användes under samma namn för rockkonserter i ytterligare ett par år.  Idag (2009) påminner bara baldakinen om att det funnits en biograf här, lokalen nyttjas av  Friskis & Svettis.